# Chruścińskie
Chruścińskie [pronunciación en polaco: /xruɕˈt͡ɕiɲskʲɛ/] es un pueblo ubicado en el distrito administrativo de Gmina Kiełczygłów, dentro del Distrito de Pajęczno, Voivodato de Łódź, en Polonia central. Se encuentra aproximadamente a 5 kilómetros al sureste de Kiełczygłów, a 6 kilómetros al norte de Pajęczno, y a 72 kilómetros al suroeste de la capital regional Łódź.
El pueblo tiene una población de 100 habitantes.